# 15-크라운-5
15-크라운-5(영어: 15-Crown-5)는 화학식 (C2H4O)5인 유기 화합물이다. IUPAC 이름은 '1,4,7,10,13-펜타옥사시클로펜타데케인(영어: 1,4,7,10,13-pentaoxacyclopentadecane)'이다. 이 화합물은 나트륨(Na+)과 칼륨(K+)을 포함한 다양한 양이온과 함께 복합체를 형성하는 산화 에틸렌의 순환 5합체(pentamer)이다. 그러나 Na+와 상호보완적이며 따라서 Na+ 이온보다 더 높은 선택성을 가진다.